# Арбен Бајрактарај
Арбен Бајрактарај (алб. Arben Bajraktaraj; Истинић, 29. јануар 1973) албански је глумац са Косова и Метохије. Познат је по улози Антонина Долохова у филмском серијалу Хари Потер и Дардана Берише у серији Беса.

## Биографија
Рођен је 29. јануара 1973. у албанској породици у Истинићу. Основну школу је завршио у свом родном месту, а средњу школу у Марибору. Наставио је образовање у школи глуме у Паризу.

## Контроверзе
Године 2022. глумио је у представи Пројекат Хандке у Београду где је за НИН оптужио Србе да су починили геноцид током ратова у Југославији.